# Михельсон, Виктор Аркадьевич
Ви́ктор Арка́дьевич Михельсо́н (18 сентября 1930 — 6 апреля 2009) — советский и российский хирург, академик РАМН (2000, член-корреспондент с 1991), профессор, лауреат Государственной премии СССР (1986), главный детский специалист по анестезиологии и реаниматологии.

## Биография
В 1953 г. окончил 1-й Московский мединститут им. И. М. Сеченова.
С 1953 по 1956 работал участковым в Грозненской области.
В 1956 году поступил в ординатуру на кафедру факультетской хирургии, руководил которой И. С. Жоров, где и начал свою работу в области зарождающегося направления медицины-анестезиологии.
В 1967 г. защитил докторскую диссертацию («Мышечные релаксанты как компонент комбинированной анестезии»).
С 1968 года начал работать на кафедре детской хирургии и возглавил НИЛ детской анестезиологии и реаниматологии.
Похоронен на Введенском кладбище (29 уч.).

## Научная деятельность
Написал более 300 научных работ, в том числе 5 учебников, 14 монографий и руководств. Был главным детским анестезиологом-реаниматологом МЗ СССР и МЗ РФ (1982—2005 гг.), с 2008 г. — главный детский специалист по анестезиологии реаниматологии Минздравсоцразвития РФ. Лауреат Государственной премии СССР за разработку и внедрение в клиническую практику методов интенсивной терапии и реанимации новорождённых и грудных детей (1986 г).
Создал методы анестезиологической защиты и интенсивной терапии детей раннего возраста и новорожденных, методику спонтанного дыхания с повышенным давлением в дыхательных путях; преобразовал существующие методы вентиляции легких и гипербарической оксигенации. Вместе с сотрудниками выполнил комплексные исследования дыхания, газообмена и коррекции дыхательной недостаточности у детей, находящихся в критическом состоянии. Предложил программы и схемы инфузионной терапии и парентерального питания (в том числе новорожденных), направленных на коррекцию возникших нарушений.
Больше 30 лет был педагогом на кафедре детской хирургии РГМУ. Под его руководством защищены 17 докторских и 85 кандидатских диссертаций.